# Papilio scamander
Espèce
Papilio scamander est une espèce de lépidoptères (papillons) de la famille des Papilionidae. L'espèce vit en Amérique du Sud.